# Kehrer Verlag
Pour les articles homonymes, voir Verlag.
Kehrer Verlag est une maison d'édition allemande spécialisée dans la photographie. 

## Auteurs publiés (sélection)
- Nobuyoshi Araki (Araki Meets Hokusai, 2008)
- Marc Bauer (Marc Bauer, 2011)
- Leigh Bowery (Leigh Bowery, 2009)
- Chris Buck (Presence, 2010)
- Paul Cézanne (Der Zweifler Cézanne, 2001)
- Abraham David Christian (Tiefenbronn, 2014)
- Venetia Dearden (Glastonbury: Another Stage, 2010)[1]
- Taj Forer (Stone by Stone, 2011)
- Terry Fox (Works with Sound, 2003)
- Paula Rae Gibson (Diary of a Love Addict, 2006; and more)
- Bruce Gilden (Hey Mister, throw me some beads!, 2015)[2]
- Heide Hatry (Skin, 2005)
- Susan Hefuna (Pars pro Toto, 2008)
- Henry Horenstein (Humans, 2004)
- Pepa Hristova (Sworn Virgins, 2013)
- Rinko Kawauchi (Ametsuchi, 2013)
- R. J. Kern (The Sheep and the Goats, 2018)[3]
- Georg Klein (Borderlines = Auf der Grenze, 2014)
- Andrej Krementschouk (No Direction Home, 2009; Come Bury Me, 2010)
- Saul Leiter (Saul Leiter, 2012)
- Davide Monteleone (Spasibo = Спасибо, 2013)[4]
- Jürgen Nogai (major contributor to Julius Shulman: The Last Decade, 2011)
- Manuel Rivera-Ortiz (India: A Celebration of Life, 2015; Cuba, 2021)
- Martin Parr (The Last Resort. Fotografien von New Brighton, 2009)
- Anders Petersen (Frenchkiss, 2008)
- Seth Price
- Julian Rosefeldt (Living in Oblivion, 2011)
- Angelika Sher (Angelika Sher: Series, 2005–2012, 2014)
- Julius Shulman (Julius Shulman: The Last Decade, 2011)
- Fred Stein (Fred Stein: Paris, New York, 2013)
- Fiona Tan (Disorient, 2009)
- Newsha Tavakolian (Blank Pages of an Iranian Photo Album, 2015)[5]
- Karsten Thormaehlen (Silver Heroes, 2012)[6]
- Danila Tkachenko (Restricted Areas, 2015)
- Xiao Hui Wang (Xiao Hui Wang: Abstract Photography, 2001)
- Donald Wexler (Steel and Shade: The Architecture of Donald Wexler, 2011)
- Rosemarie Zens (The Sea Remembers, 2014)